# Saison 2012 des Braves d'Atlanta
La saison 2012 des Braves d'Atlanta est la 47e saison en Ligue majeure de baseball pour cette équipe depuis son arrivée à Atlanta, la 141e de l'histoire de la franchise et sa 136e dans la MLB.
Les Braves gagnent cinq matchs de plus qu'en 2011 et terminent en seconde place de la division Est de la Ligue nationale avec 94 victoires et 68 défaites, à quatre matchs des meneurs, les Nationals de Washington. Cette quatrième saison gagnante de suite, qui est leur meilleure performance depuis 2004, se termine cependant dès le premier match éliminatoire par une défaite face aux Cardinals de Saint-Louis dans le match de meilleur deuxième. La saison 2012 marque les adieux d'une légende du club d'Atlanta, Chipper Jones, qui se retire après 20 saisons.

## Contexte
En 2011, les Braves dominent la course au meilleur deuxième dans la Ligue nationale du 20 juin au 26 septembre, mais une désolante fin de saison leur fait échapper la qualification pour les séries éliminatoires au tout dernier jour de la saison régulière le 28 septembre, dans une déroute historique et extrêmement similaire à celle des Red Sox de Boston de la Ligue américaine. Ne gagnant que 11 de leurs 32 dernières parties, les Braves perdent l'avance de 10 parties et demie qu'ils détenaient sur Saint-Louis dans la course aux éliminatoires et ratent le rendez-vous d'octobre. Cette conclusion jette une ombre sur ce qui était pourtant une belle saison, la première sous les ordres du successeur de Bobby Cox, Fredi González : Atlanta prend le 2e rang de la division Est derrière les Phillies de Philadelphie avec 89 victoires et 73 défaites, une 3e saison gagnante de suite pour la franchise. Le jeune stoppeur Craig Kimbrel établit un nouveau record pour les sauvetages par un lanceur recrue, est invité au match des étoiles à sa première saison et remporte le prix de la recrue de l'année dans la Ligue nationale devant son coéquipier Freddie Freeman.

## Intersaison
Les Braves sont très peu actifs durant la saison morte, tant sur le marché des agents libres que pour les échanges. Ils reviennent sur le terrain en 2012 avec un alignement à peu près identique à celui de la saison précédente.
L'arrêt-court Jack Wilson, acquis de Seattle en août 2011, accepte un contrat d'un an avec les Braves le 13 janvier 2012.
Les joueurs de champ intérieur Brandon Hicks et Brooks Conrad ainsi que le voltigeur Antoan Richardson ne reviennent pas avec le club. Le 7 décembre, le voltigeur Nate McLouth retourne aux Pirates de Pittsburgh, son ancienne équipe, après trois saisons avec les Braves. Deux releveurs quittent : George Sherrill retourne à Seattle, où il a commencé sa carrière, et Scott Linebrink est mis sous contrat par Saint-Louis.
Le lanceur droitier Jairo Asencio est échangé aux Indians de Cleveland le 29 mars contre une somme d'argent.
Le lanceur droitier Liván Hernández, libéré par les Nationals de Washington à la fin de leur camp d'entraînement, est mis sous contrat par Atlanta le 30 mars.

## Calendrier pré-saison

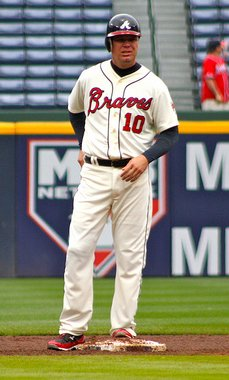
Chipper Jones en avril à Atlanta dans un match face aux Mets de New York.

L'entraînement de printemps des Braves s'ouvre en février et le calendrier de matchs préparatoires précédant la saison s'étend du 3 mars au 3 avril 2012. Le vétéran Chipper Jones profite du camp d'entraînement pour annoncer, à quelques jours de son 40e anniversaire de naissance, que la saison 2012 sera la dernière de sa carrière.

## Saison régulière
La saison régulière des Braves se déroule du 5 avril au 3 octobre 2012 et prévoit 162 parties. Elle débute par une visite aux Mets de New York et le match d'ouverture local à Atlanta a lieu le 13 avril lors de la visite des Brewers de Milwaukee.

### Juin
- 16 juin : La saison du lanceur Brandon Beachy, meneur du baseball majeur pour la moyenne de points mérités (2,00) et contre qui les frappeurs adverses ont la plus faible moyenne au bâton (, 171), prend fin. Il subit une opération de type Tommy John au coude le 21 juin et son retour n'est pas prévu avant un an[21].

### Juillet
- 2 juillet : Le joueur d'arrêt-court des Braves, Andrelton Simmons, qui n'a qu'un mois d'expérience dans les majeures, est nommé meilleure recrue de juin dans la Ligue nationale[22].
- 20 juillet : Chipper Jones bat le record de 1596 points produits en carrière par un joueur de troisième but établi par George Brett[23]. Dans ce match, les Braves tirent de l'arrière 9-0 après 5 manches mais l'emportent 11-10 sur les Nationals de Washington, qui les devancent au premier rang de la division Est. C'est la première fois depuis 1987 qu'ils gagnent un match après avoir tiré de l'arrière par ce score[24].

### Août
- 16 août : Contre San Diego, Chipper Jones frappe deux circuits dans un match pour la première fois en 3 ans et la 40e fois de sa carrière. Son premier circuit est le 2700e coup sûr de sa carrière[25]. Il n'est que le 6e frappeur ambidextre de l'histoire des majeures à atteindre ce nombre, après Pete Rose, Eddie Murray, Frankie Frisch, Omar Vizquel et Roberto Alomar[26].

### Septembre
- 4 septembre : Kris Medlen des Braves est nommé meilleur lanceur du mois d'août dans la Ligue nationale[27].
- 25 septembre : Les Braves assurent leur place en séries éliminatoires[28].
- 29 septembre : Les Braves établissent un nouveau record du baseball majeur en remportant la victoire dans 23 départs consécutifs du lanceur partant Kris Medlen. Cette séquence amorcée en 2010 est la plus longue, devant les 22 gains consécutifs Giants de New York avec le lanceur Carl Hubbell en 1936-1937 et les 22 des Yankees de New York avec Whitey Ford de 1950 à 1953[29].

### Classement
| Ligue nationale (Division Est) | V  | D  | %    | Diff. |
| ------------------------------ | -- | -- | ---- | ----- |
| Nationals de Washington        | 98 | 64 | ,605 | -     |
| Braves d'Atlanta               | 94 | 68 | ,580 | 4     |
| Phillies de Philadelphie       | 81 | 81 | ,500 | 17    |
| Mets de New York               | 74 | 88 | ,457 | 24    |
| Marlins de Miami               | 69 | 93 | ,426 | 29    |

## Affiliations en ligues mineures
| Niveau            | Équipe                   | Ligue                   |
| ----------------- | ------------------------ | ----------------------- |
| AAA               | Braves de Gwinnett       | Ligue internationale    |
| AA                | Braves du Mississippi    | Southern League         |
| A-Advanced        | Hillcats de Lynchburg    | Carolina League         |
| A                 | Rome Braves              | South Atlantic League   |
| Ligue des recrues | Braves de Danville       | Appalachian League      |
| Ligue des recrues | Gulf Coast League Braves | Gulf Coast League       |
| Ligue des recrues | Dominican Summer Braves  | Dominican Summer League |